# روري ماكدونالد (مغني)
روري ماكدونالد (بالإنجليزية: Rory Macdonald)‏ هو مغني وكاتب أغاني ومصمم جرافيك بريطاني، ولد في 27 يوليو 1949 في Dornoch ‏ في المملكة المتحدة.

## روابط خارجية
- روري ماكدونالد على موقع IMDb (الإنجليزية)
- روري ماكدونالد على موقع ميوزك برينز (الإنجليزية)